# Pierwszy raz
Pierwszy raz (org. Love at First Hiccup albo The First Time) – amerykańsko-duńska komedia romantyczna. 
Film jest adaptacją książki Dennisa Jürgensena i remakiem duńskiego filmu Kærlighed ved første hik z 1999 roku.

## Treść
Victor, nieśmiały uczeń pierwszej klasy szkoły średniej, zakochuje się w uczennicy starszej klasy - Anyi. Anya jest piękna, popularna i ma bogatego chłopaka. Wydaje się wieć być poza jego zasięgiem. Jednak szczęśliwy zbieg okoliczności sprawia, że Victor dostanie szansę zainteresowania Anyi swoją osobą. Problem w tym, że cierpi on na chorobliwą nieśmiałość, którą musi pokonać.

## Główne role
- Devon Werkheiser - Victor Knudsen
- Scout Taylor-Compton - Anya Benton
- Tania Verafield - Marisa
- Ken Luckey - Peter
- Adam J. Bernstein - Brian
- Nicholas Braun - Ernie
- Daniel Polo - Zack
- Sean Marquette - Nick
- Twink Caplan - Elizabeth
- Octavia Spencer - Mrs. Hambrick
- James Eckhouse - Christian
- Rebecca Staab - Constance